# Laotiska revolutionära folkpartiet
Laotiska revolutionära folkpartiet (lao: ພັກປະຊາຊົນປະຕິວັດລາວ) är det styrande partiet i Demokratiska folkrepubliken Laos sedan år 1975. Ideologiskt är partiets politiska plattform byggd på marxism-leninism och likt kommunistpartier i övriga världen ligger det huvudsakliga inflytandet hos politbyrån som utses av den medlemsvalda centralkommittén.

## Historia
Partiet har sitt ursprung i Indokinas kommunistiska parti som grundades år 1930 av Ho Chi Minh. Detta parti, som i realiteten var vietnamesiskt, löstes upp 1951 och efterträddes av separata grenar i de statsbildningar som kom ur Franska Indokina. För Laos skapades Pathet Lao, en kommunistisk väpnad organisation som samarbetade med Nordvietnams regering men inte deltog särskilt ofta i direkta strider under Indokinakriget. 1955 bildades Laos folkparti i all hemlighet i det nu självständiga Kungariket Laos. Man bedrev dock sina politiska aktioner genom t.ex. Pathet Lao, eller den legala grenen Laotiska patriotiska fronten, genom vilken man deltog i flera regeringsbildningar.
1975 besegrade man den kungliga regeringen, samma år som kommunisterna segrade i Vietnam och Kambodja, och man utropade Demokratiska folkrepubliken Laos som en enpartistat. Fyra år senare skapades Laotiska fronten för nationell uppbyggnad, en folkfront där partiet var dominerande, i syfte att nå ut till bredare lager av befolkningen.
Från att ha ca 25 000 medlemmar år 1975 beräknade partiet sig ha uppemot 60 000 medlemmar år 1991.

## Politisk plattform
Vid maktövertagandet år 1975 proklamerade partiet att man genom sitt lyckade folkkrig hade genomfört landets "nationella och demokratiska revolution". Det nationella målet var att sparka ut den franska kolonialmakten och de amerikanska imperialisterna, och det demokratiska målet var att besegra vad man såg vara reaktionära, borgerliga, feodala och liknande element inuti landet. Under partiet allierade sig Laos med det enade Vietnam samt Sovjetunionen och utmålade som externa fiender sovjetfientliga stater, främst USA och Kina.
Partiet valde kring år 1989 att följa Michail Gorbatjovs perestrojka till viss del, och försökte smått decentralisera exempelvis statliga storföretag. Man legitimiserade reformerna av vad som tidigare hade varit oacceptabelt med Lenins nya ekonomiska politik som historiskt exempel. Efter kalla krigets slut svängde partiet gradvis och accepterade alltmer marknadsekonomiska åtgärder samt Laos ökade beroende av marknadsekonomiska stater. Traditionell marxist-leninistisk retorik har i stort övergivits av partiet men likt i Kina har införandet av ekonomiska reformer inte följts av demokratisering.